# Gabapentin
A gabapentin epilepszia, nyugtalan láb szindróma(en) és neuropátiás fájdalom(en) elleni hatóanyag. Használják mellrák-kezelés vagy menopauza okozta bőrpír és izzadás (hőhullám(en)) ellen is.
A neuropátiás fájdalom bizonyos betegségek által okozott idegkárosodás következménye, pl. égési sérülés, övsömör, cukorbetegség, rák, HIV. Végtagi neuropátiás fájdalom kezelésekor a gabapentin az egyik elsődlegesen választható gyógyszer a hasonló hatásmódú pregabalin ill. a triciklusos antidepresszánsok(en) mellett.
A gabapentin a betegségek tüneteit enyhíti, de nem gyógyítja azokat.

## Hatásmechanizmus
Az L típusú feszültségfüggő Ca2+-csatornák(en) α2δ alegységére hatva megszakítja a kalcium-csatornák működését. Megnöveli az agyban a GABA koncentrációját. Gátolja a dopaminkibocsátást a farkosmagban. Kötődik az adenozin A1 receptorokhoz(en), és aktiválja azokat. Gátolja az idegsejtek pusztulását. Fájdalomcsillapító hatású.
A gabapentin nem kötődik a GABA-receptorokhoz és más vizsgált receptorhoz, nem metabolizálódik, nem módosítja a GABA felvételét a szinapszisokban, nem módosítja a GABA lebontását végző GABA transzamináz(en) enzimek működését.
A nyugtalan láb szindróma elleni hatásmódja nem ismert.

## Ellenjavallatok
A gabapentin átjut az anyatejbe, de hatása a csecsemőre vagy a magzatra egyelőre nem ismert.
Ha a terhesség alatt szükség van epilepszia elleni gyógyszerre, lehetőleg egyféle szert kell szedni, mert a tapasztalatok szerint ilyenkor ritkábbak a mellékhatások.
Fokozott óvatosság szükséges dialízis esetén, mivel az csökkenti a gabapentin mennyiségét a vérben.

## Mellékhatások
A gabapentinnek viszonylag kevés mellékhatása van, melyeket általában a betegek jól viselnek. Az általában szokásos gyógyszer-kölcsönhatások is enyhék.
- álmosság, kábultság, ami az autóvezetési képességet is befolyásolhatja. Az alkohol felerősíti ezt a hatást.
- fáradékonyság, memóriazavar, összefolyó, érthetetlen beszéd
- gyermekeknél hirtelen kedélyváltozás és összpontosítási problémák, felnőtteknél mentális változás, öngyilkossági hajlam
- kettős vagy homályos látás, vörös szem, csipa
- fülfájás
- hátfájás, ízületi fájdalmak
- hányinger, hányás, székrekedés, vagy épp ellenkezőleg: hasmenés, megnövekedett étvágy
- görcsök, nehéz légzés vagy nyelés.

## Adagolás
Naponta kétszer (a hosszú hatású készítményeket egyszer, délután) egészben kell bevenni egy teljes pohár vízzel, lehetőleg mindig ugyanabban az időpontban. Fontos pontosan betartani az orvos által előírt mennyiséget. A két vagy három részletben bevett gabapentinnél enyhébbek a mellékhatások.
Ha a beteg alumínium- vagy magnéziumtartalmú antacidot(en) (gyomorsavcsökkentő gyógyszert) is szed, azt két órával a gabapentin előtt kell bevenni, hogy ne csökkentse a gabapentin felszívódását.
A gabapentin adagját fokozatosan kell növelni napi 300 mg/napról, naponta 300 mg/nappal emelve az adagot. Epilepszia ellen csak 12 éven felül adható, a szokásos adag napi 900–1800 mg; fájdalomcsillapításra 1800–3600 mg.
3–5 év közötti gyermekeknél a fájdalomcsillapításra adott gabapentin kezdő napi adagja 10–15 mg/tskg, 5–12 év között 25–30 mg/tskg. 3–4 év között a szokásos napi adag 40 mg/tskg.
A szedést nem szabad hirtelen abbahagyni, mert elvonási tünetekkel, epilepszia esetén pedig a rohamok gyakoribbá válásával járhat. Körülbelül 1-hetes átmeneti időszak kell az elhagyáshoz.

## Készítmények
Nagyon sok külföldi készítmény hatóanyaga önállóan, vagy az alábbi hatóanyagok közül eggyel vagy többel kombinációban fordul elő:
- liposav(en)
- folsav
- metilkobalamin (B12-vitamin)
- B6-vitamin (piridoxin)

Magyarországon is kapható különböző kiszerelésben:
- Gabagamma
- Gabaneural
- Gabapentin Aurobindo
- Gordius
- Grimodin
- Neuroba
- Neurontin